# Всесвітня ядерна асоціація
Всесвітня ядерна асоціація (англ. World Nuclear Association, WNA) – міжнародна організація, яка прагне просувати мирне використання ядерної енергії як надійного джерела енергії для майбутніх століть. Особливо, WNA стурбована виробництвом ядерної енергії і всіма аспектами циклу ядерного палива, зокрема гірської промисловістю, конверсією, збагаченням, виробництвом палива, будовою електростанцій, транспортом і безпечним захороненням витраченого палива.
WNA обслуговує своїх членів, полегшуючи їх взаємодію за технічними, комерційними і політичними питаннями і просуваючи ширше суспільне розуміння ядерної технології.

## Керівництво
Члени WNA призначають генерального директора і вибирають раду правління. Генеральний директор Всесітнеї ядерної асоціації - Джон Рітч. Голова правління – Хосе Луїс Гонсалес, віце-голова - Ральф Гульднер.
Рада правління WNA виконує всі обов'язки, що мають відношення до управління організацією, і встановлює політику і стратегічні завдання WNA, які потім повинні бути затверджені всіма членами.
Рада радників WNA служить засобом обміну між деякими з всесвітніх лідерів ядерної промисловості і використання їх порад і підтримки в поведінці стратегії WNA.

## Членство
Членство в WNA складається переважно з компаній, і щопіврічні зустрічі членів WNA фокусуються перш за все на діловій співпраці. Члени WNA виробляють приблизно 90% ядерної електроенергії за межами США і відповідають за 90% видобутку урану, конверсії і збагачення у світі.